# 陶朗加·莉拉
陶朗加‧莉拉（Turanga Leela），(2975年7月29日出生) 另名莉拉，是一個動畫情景喜劇《飛出個未來》的虛構人物主角。莉拉是星际快递船飞行员、船长及領頭。在整部中她跟中心人物菲利普·J·弗莱分分合合。 由凯蒂‧撒加爾配音，此人物名字源自奥利维埃·梅西安的圖倫加利拉交響曲。她唯一能显示能力和指挥，經常可以从灾难救其他人，但極高地自我怀疑只因为一只眼睛，并隨著欺负而成长的孤儿。她一開始以为自己是外星人，但后来发现是31世纪的地球历史以來下水道突變中突变最少。她的家人（尤其是她父母的口音和脫衣時），污染方面和与新纽约相比的工业新泽西不受欢迎有关。

## 传记
陶朗加‧莉拉由突变体莫里斯和穆达所生，其中两个住在新纽约下城区下水道。当莉拉仍然是婴儿，她父母用外星語的字條送到曲奇威樂最低安全孤兒主義，讓他們以為莉拉是外星人，所以莉拉会比突变体过更好的生活。前三季莉拉不放弃與其他独眼外星人相會的希望。在《两个独眼人与两个内置》，莉拉遇到独眼人阿尔卡扎说服他们是灭绝种族的最后两个成员，直到发现是一个变身骗子。莉拉的父母隐瞒她原生的计划有效，直到引起对环境不负责任的工业事故时，班德带莉拉和朋友们进入新纽约市的下水道系统，莉拉第一次遇到她的父母才发现自己不是独眼外星人，而实际上是下水道突变。
在《肉米花问题》，莉拉的姓氏陶朗加，第一次出現。在《不如英雄》已知道莉拉和她父母的姓氏在名之前。

### 人格发展
莉拉被养育的孤儿身分及原生有助她的性格发展。
尽管她意志坚定，经常对她独特外观自觉，曾选择做过有两个正常大小眼睛的手术，但她后来換回來。莉拉的单眼妨碍知觉，有时還發揮出喜剧效用，例如，在《肉米花问题》才證實每次在片头撞上广告牌，但不会干涉她驾驶星际快递船（除撞上奇怪的广告牌之外）或武术。她很有运动天赋，与大多数任何种类男性都无法超越她。
在2999年原本是為解凍人的就业指導顧问，莉拉遇见他后才辞掉工作，來自1999年的菲利普·J·弗莱，和以弯曲工作的机器人班德。 他们一起錄取做星际快递船员，由休伯特·J.法兹沃斯经营。 莉拉担任星际快递船船长，证明自己是熟练幹部，往往从危亡抢救沒有用的同事。
作為环保和动物爱好者，莉拉违抗布兰尼根的命令，反而拯救从已倒塌星球的尼布勒并当作宠物；后来尼布勒说自己是古老、智慧高等种族尼布勒人。她的环保信念在《进入野绿那边》再次复出。尽管爱護动物与大自然，但在《莫比乌斯·迪克》像亞哈伯般 追杀四維鲸鱼。

### 人際關係
菲利普·J·弗莱
莉拉和弗莱的关系是贯穿整部的主要情节。弗莱经常问約會日期，她卻一再拒絕，尽管她平时不幸事故。有些时候，她短暂爱上他，尤其是每当他会冒着生命危险的瞬间。她认为他是一个真正的朋友，不希望任何更多任何事情，却不断地出现，仿佛她隐藏（并否认自己）对他更深一層的感情，曾经说她爱他男孩子气的魅力，但讨厌他的童心。电影《飞出个未来：到野绿那边》，莉拉公开坦言爱弗莱，并显示，从《重生》以后，他身上具有更大的吸引力，他们的关系亦產生变化。在《奔达的囚徒》有浪漫情節，但他们的性格都在別人的身体。 在情节《弗莱是孵蛋人》，由安格斯麦克宗戈袭击，她说她自己和弗莱都是完全柏拉图式。在《超頻時針》，莉拉担忧关系分分合合，此集的结尾，班德给弗莱和莉拉他们的未来，但没有说出來，弗莱和莉拉显然高兴。这关系继续至第七季，最终在弗莱向莉拉求婚，莉拉接受（由於时间轴，她後來記憶被抹去，大概會在新的历史弗莱再次求婚時接受）。
扎普·布兰尼根
莉拉与傲慢自大，白痴队长扎普·布兰尼根上床，其中扎普·布兰尼根在《太空中爱是徒劳》第一次登場；按照格勒宁，此集表示转折点，因为它表明，作家可能会降低的主要女主角未经秀疏远观众。在整部裡，布兰尼根不断试图诱使邀她約會和浪漫的邂逅，讓她覺得夠厌恶，莉拉谴责他是一个不称职的爱人和普通的白痴。
阿德莱·阿特金斯
来自莉拉孤儿院的眾人中唯一有成功工作，阿德莱是非常普通的男人，美容外科医生。他移植第二隻眼到莉拉的臉上，给她正常的外观，虽然她仍然不能真正通过另一只眼睛看到，是当阿德莱指出额头上第三只耳朵孤儿是可以為她做手術的，莉拉才發現以前日子比較好过，同時她要阿德莱取消動手术。
阿尔·阿尔卡萨
最初，唯一独眼人莉拉遇到阿尔卡萨声称，他们的星球在战争中被摧毁，他们两是唯一的幸存者，使莉拉接受他的求婚，但他粗野。不过，弗莱探究发现，阿尔卡扎是一个能自由改變形状及外貌，像蚂蚱的外星人，且娶五个外星怪人叫他們清理他五座城堡，之後很快終止這場婚礼。

## 角色创作

### 构想
虽然第一集中陶朗加‧莉拉定位是独眼外星人，但被执行制片人採用此方案之前，《飞出个未来》原创马特·格勒宁和执行制片人大卫·X·科恩构想後來會證實她是下水道中長大的突变孩子。后来莉拉的父母的突变体在第二季《我情绪丰富》为背景人物，早就有暗示。她的父母送给孤儿院，能给她在地表上過正常的生活，冒充作外星人，那時無法知道突变人的特点。格勒宁說，除此之外在独眼人清秀的莉拉颠覆完美迷人女主角的科幻老套。
尼爾·蓋曼說，莉拉和《異世奇人》的人物同名。她名字源自梵文圖倫加利拉，其中又源自奥利维埃·梅西安所作曲的圖倫加利拉交響曲。
早期格勒宁汇编檔案中列出了一些莉拉的特质：意志坚强、固执、温柔、下命令、情场失意、喜欢武器及动物。凱蒂·薩加爾描述她是个坚强的职业女孩，在她的余生卻不能得到......她既脆弱又坚强。

### 人物设计
除了超大单眼，莉拉还包括她的多圈马尾辫及比较大（對卡通女而言）的鼻子。格勒宁决定莉拉大鼻子只是为了娱乐，但最初遭动画师拒绝，认为是不自然的。动画师葛雷格·范佐指出，最初艺术家也有因为她单眼绘制莉拉面部表情和情绪的困难。莉拉的普通衣料由低胸白色的背心、打底裤和靴子。格勒宁打算把莉拉畫成有吸引力和性感，却不得不指示动画师把过于“生動活泼”的方面改回至原来的设计。 然而，莉拉仍然如弗莱和扎普布兰尼根被她所吸引和性感，甚至美丽。莉拉叫它“戴在我手腕上的東西”（即手腕Lojackimator）能够在某些情节中需要用到。

### 配音員

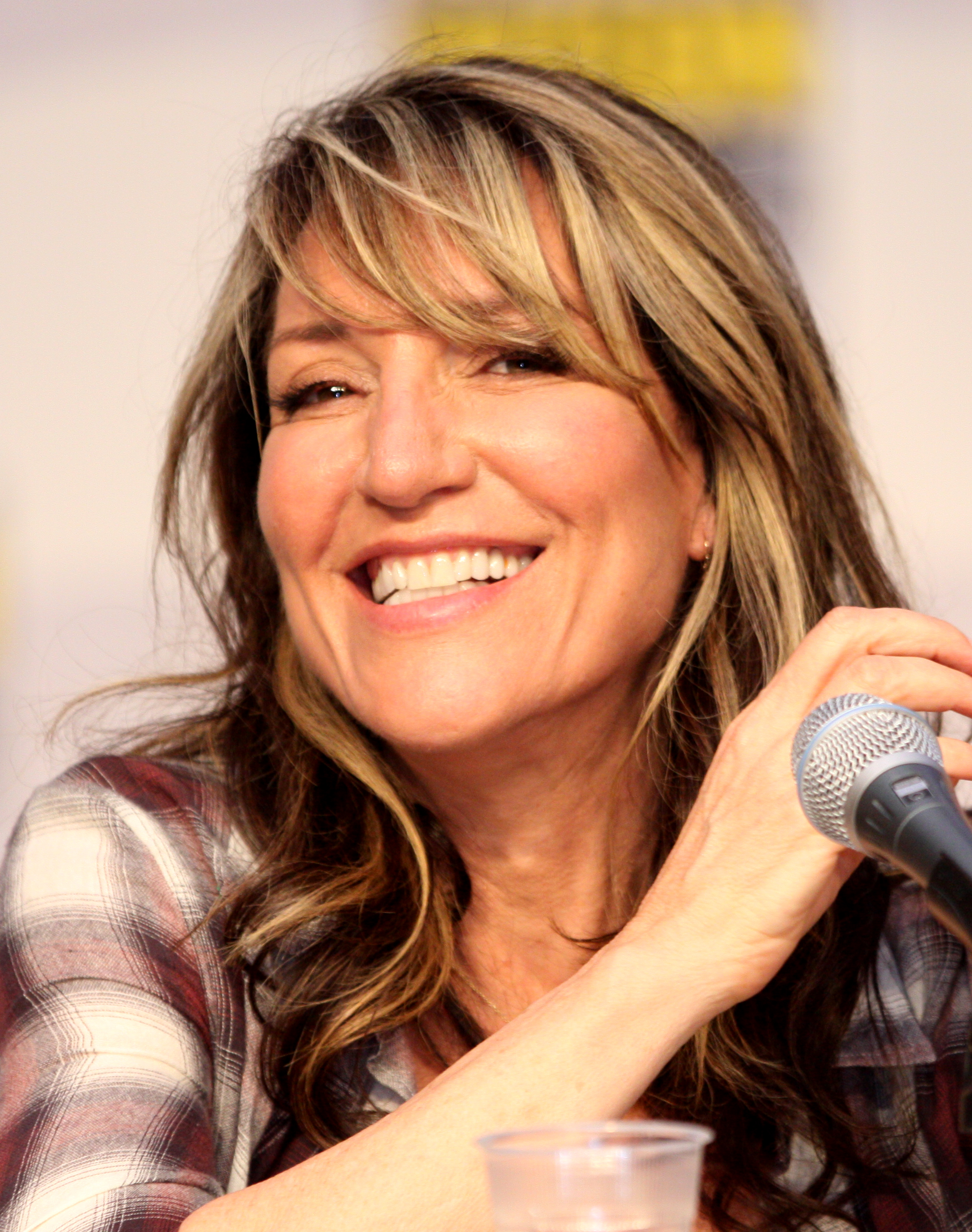
凱蒂·薩加爾配莉拉的声音。

凱蒂·薩加爾配莉拉的声音。薩加爾就想要這個角色时，她被格勒宁叫去试镜。她是在《飞出个未来》中少數主要配音員。在接受采访时，薩加爾说：“雖然这是演戏，但不同类型的演技中不使用的工具，身体和肉体，這是挑战。这样的动画作品实在不寻常。我不要跟我一起工作的人有同样的经历。”薩加爾指出，她发现了多年接受的一部分，别人此前被转换为里拉后，但创作者已决定换成她。她还指出，她自己并没有从她自己的自然的声音太大改变成莉拉的，但尽量調高一点音调。